# Bataille de Jarablous (2016)
Pour la prise de la ville par l'État islamique, voir bataille de Jarablous (2014).
Guerre civile syrienne
Batailles
La bataille de Jarablous oppose la Turquie et ses alliés à l'État islamique le 24 août 2016, pendant la guerre civile syrienne. Elle marque le début de l'opération Bouclier de l'Euphrate.

## Prélude
À l'été 2016, la zone allant du poste frontière d'al-Raï jusqu'à la ville de Jarablous est la dernière contrôlée par l'État islamique le long de la frontière turque. Cette zone est alors convoitée par les Forces démocratiques syriennes, dominée par les Kurdes du PYD, qui ont proclamé une « région fédérale » le 17 mars 2016 et cherchent à unifier leur territoire, de Afrine jusqu'au gouvernorat de Hassaké,,.
Le 31 mai 2016, les Forces démocratiques syriennes franchissent l'Euphrate et le 12 août, après une longue bataille, elles s'emparent de Manbij. Les FDS menacent alors al-Bab à l'ouest et Jarablous au nord, toujours contrôlés par l'EI. Afin d'apaiser Ankara, elles déclarent le 20 août qu'elles n'ont pour l'heure pas l'intention de faire mouvement sur Jarablous. Mais pour la Turquie, la création d'une entité kurde autonome à sa frontière, contrôlée par le PYD, lié au PKK, est inacceptable. Son objectif est alors de prendre de vitesse les Kurdes et d'occuper Jarablous avant ces derniers. Le 22 août, les FDS annoncent la création d'un « Conseil militaire de Jarablus », mais son commandant, Abdulsattar Al-Kadiri, est assassiné le lendemain,,. Les Kurdes accusent aussitôt les services secrets turcs.
Le 17 août, les rebelles basés à Azaz s'emparent du poste-frontière d'al-Raï. Le 19 août, cinquante familles de combattants de l'État islamique évacuent Jarablous et se replient sur al-Bab. Le 22 août, plusieurs centaines de rebelles venus d'Azaz et Bab al-Hawa prennent position du côté turc de la frontière,. Le même jour, l'artillerie turque ouvre le feu et pilonne à la fois les positions de l'État islamique à Jarablous et celles des Forces démocratiques syriennes du côté de Manbij. Le ministre turc des Affaires étrangères Mevlüt Çavuşoğlu déclare alors que la frontière « doit entièrement être nettoyée de Daech ». Le 23 août, la population civile de la petite ville turque de Karkamış, située face à Jarablous, est évacuée.

## Déroulement
Le 24 août, à quatre heures du matin, l'armée turque et la coalition lancent l'opération sur la ville de Jarablous, peuplée de 30 000 habitants,,. Les forces spéciales turques pénètrent les premières en territoire syrien, puis une dizaine de chars soutenus par l'aviation franchissent à leur tour la frontière,. Les Américains engagent également des A-10 et des F-16 qui bombardent des positions de l'EI. Selon le président Recep Tayyip Erdoğan, l'opération vise les « terroristes » de l'État islamique et du PYD. 
Parmi les différents groupes rebelles qui prennent part à la bataille figurent la Division Sultan Mourad,,,, Faylaq al-Cham,,,,, la 13e division, Liwa Suqour al-Jabal, le Harakat Nour al-Din al-Zenki,,,,, le Front du Levant,,, Jaych al-Tahrir,, la Division al-Hamza,,, Liwa al-Fatah, Jaych al-Nasr, Ahrar Tal Rifaat, la Brigade al-Moutasem, et Ahrar al-Cham,. Les forces rebelles engagent entre 1 500  et   5 000 hommes selon les estimations,,. Les troupes arabes portent un brassard rouge et les combattants turkmènes un brassard bleu.
Dans la journée du 24 août, en début d'après-midi, les rebelles prennent le village de Keklija, situé à 5 kilomètres à l'ouest de Jarablous et 3 kilomètres à l'intérieur du territoire syrien. Les Turcs et les rebelles ne rencontrent qu'une faible résistance, dès le milieu de l'après-midi, après douze heures d'offensive, Jarablous est conquise et les combattants de l'EI se replient vers Al-Bab,,. Le même jour, le Premier ministre turc souhaitait que l'opération se termine rapidement. Pour Ankara, il n'est pas question que l'armée turque reste plusieurs semaines sur le territoire syrien, avec des troupes au sol. 
Le 25 août, la Turquie fait entrer en Syrie dix autres chars, des ambulances ainsi que des engins lourds par la ville de Karkamis. Le lieutenant-général Zekai Aksakallı se rend à Jarablous pour inspecter les forces.

## Pertes
Selon l'agence progouvernementale turque Anadolu, l'armée ne déplore aucune perte et les rebelles comptent un seul tué. Un commandant de Faylaq al-Cham affirme également à l'agence Reuters qu'une cinquantaine de djihadistes ont été tués.
Le 25 août au matin, la presse turque annonce la mort d'une centaine de djihadistes.

## Réactions internationales
Dès la mise en place de l'opération, les réactions se multiplient. Le ministre syrien des Affaires étrangères réclame la fin de cette opération qu'il considère comme « une violation flagrante de la souverainté du pays ».
En France, un porte-parole du Quai d'Orsay annonce que « La France salue l'intensification des efforts de la Turquie dans la lutte contre Daech ». De son côté, le président François Hollande assure: « comprendre cette attitude compte tenu de ce qu'a été le crime terroriste commis par Daech en Turquie ». Ainsi, le président de la République veut « qu'il y ait à travers cette action une volonté commune d'aller vers la négociation »
L'Allemagne apporte son soutien à l'offensive militaire de la Turquie contre l'EI mais aussi contre les milices kurdes qu'elle considère comme une organisation terroriste.
Les États-Unis  apportent leur soutien à une opération coup de poing turque indique un responsable américain sous couvert d'anonymat. Selon ce responsable, « Le soutien a pris la forme de partage de renseignements et de participation de conseillers militaires américains, et elle pourrait prendre la forme de soutien aérien au sol, si les Turcs en font la demande ». En visite à Ankara, le vice-président américain Joe Biden déclare également que les YPG qui ont pris part à la prise de Manbij doivent se replier sur la rive est de l'Euphrate, faute de quoi ils perdront le soutien des États-Unis,,. 
Salih Muslim, le coprésident du PYD, dénonce l'opération et affirme que : « La Turquie dans le bourbier syrien, sera vaincue comme Daech ».
De son côté Sergueï Lavrov, le ministre des Affaires étrangères russe, affirme que : « Moscou est profondément préoccupée par ce qu'il se passe à la frontière turco-syrienne. La possibilité d'une dégradation supplémentaire de la situation dans la zone du conflit est inquiétante ». Mais la Russie ne condamne pas l'intervention. Selon le géographe Fabrice Balanche, la Russie aurait échangé un moindre soutien aux Kurdes du PYD contre celui de la Turquie à la rébellion syrienne.
Le 20 septembre 2016, le conseil religieux d'Ahrar al-Cham annonce apporter son soutien à l'intervention militaire turque au nord de la Syrie au nom de la « nécessaire présence d’une faction islamique sur les territoires libérés, pour ne pas laisser le champ libre aux forces contre-révolutionnaires du PKK et du PYD ». Cela provoque quelques tensions avec son allié du Front Fatah al-Cham, hostile à cette intervention.

## Suites
En janvier 2017, la Turquie forme une « police libre » à Jarablous, forte de 450 hommes et constituée en majorité d'anciens rebelles.

### Reportages
- « Jarabulus, première étape de l'armée turque en Syrie », Le Journal du Dimanche, 28 août 2016 (consulté le 31 janvier 2020).
- Allan Kaval, « A Karkamis, à la frontière turco-syrienne, « Daech, c’est terminé » », Le Monde,‎ 26 août 2016 (lire en ligne, consulté le 31 janvier 2020).
- Olivier Riou, « Djarabulus, vitrine de l’intervention turque dans le nord de la Syrie », Le Monde,‎ 20 octobre 2016 (lire en ligne, consulté le 31 janvier 2020).
- Delphine Minoui, « Syrie: la fragile liberté recouvrée de Djarabulus », Le Figaro, 21 octobre 2016 (consulté le 31 janvier 2020).

### Vidéographie
- (en) « Footage from inside recaptured IS town » [vidéo], BBC, 25 août 2016.
- « SYRIE : Pourquoi Washington et Moscou trouvent un intérêt dans l’intervention turque ? » [vidéo], France 24, 6 septembre 2016.
- Fatma Kizilboga, Mayssa Awad et Hussein Asad, « Vidéo : à Jarablus, en Syrie, les femmes libérées de l'EI mais toujours traumatisées » [vidéo], France 24, 14 septembre 2016.
- « Syrie : à Jarablus, une reconstruction sous influence turque » [vidéo], France 24, 15 décembre 2017.